# Copa del Mundo de Esquí de Fondo

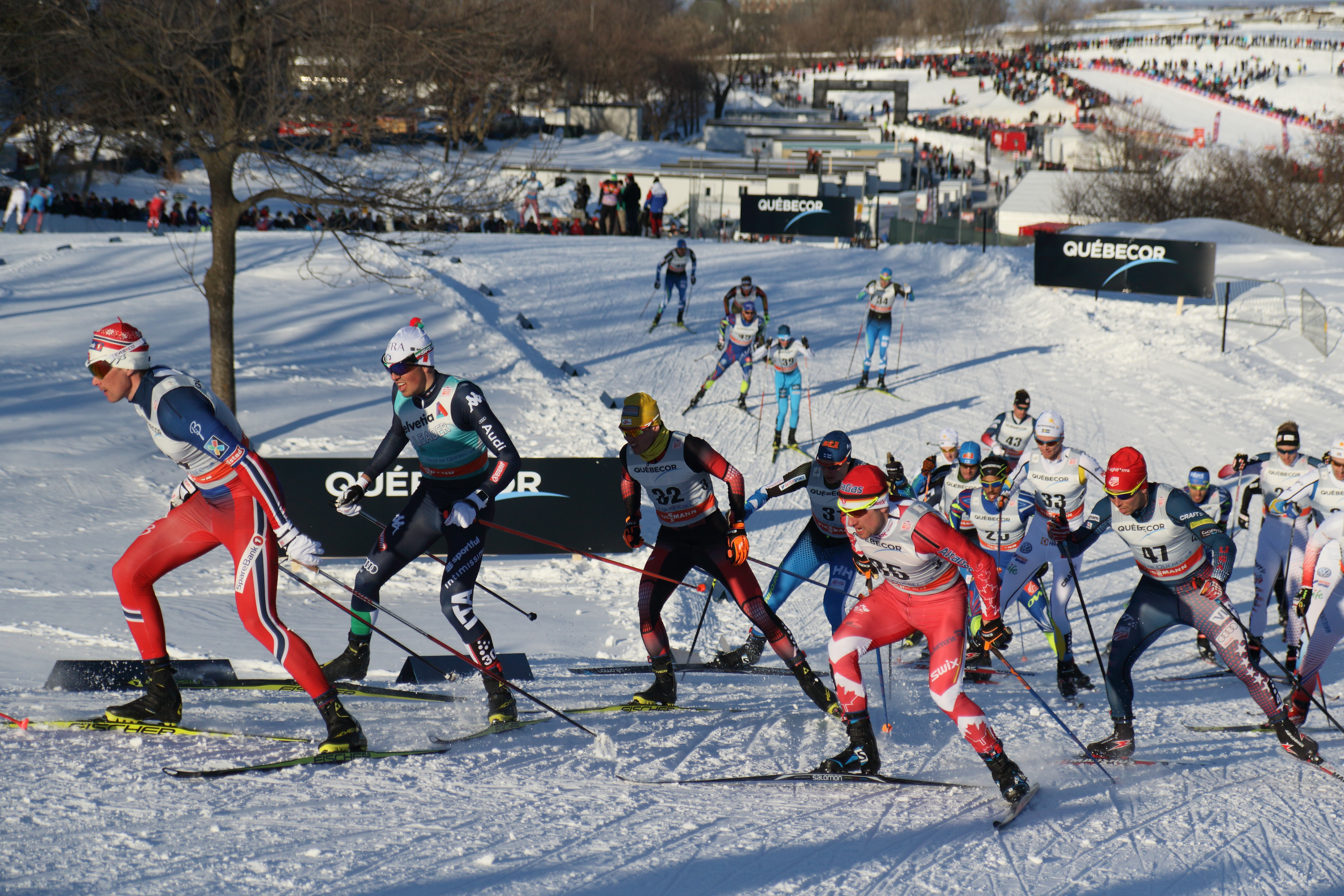
Competencia en Quebec, 2016.

La Copa del Mundo de Esquí de Fondo es una competición anual por puntos, que se lleva a cabo desde la temporada 1973/74 bajo la Federación Internacional de Esquí (FIS).

## Ganadores
| Temp.   | Hombres                 | Mujeres                 |
| ------- | ----------------------- | ----------------------- |
| 1973/74 | Ivar Formo              | –                       |
| 1974/75 | Oddvar Brå              | –                       |
| 1975/76 | Juha Mieto              | –                       |
| 1976/77 | Thomas Wassberg         | –                       |
| 1977/78 | Sven-Åke Lundbäck       | –                       |
| 1978/79 | Oddvar Brå              | Galina Kulakova         |
| 1979/80 | Juha Mieto              | –                       |
| 1980/81 | Alexandr Zaviálov       | Raisa Smetanina         |
| 1981/82 | Bill Koch               | Berit Aunli             |
| 1982/83 | Alexandr Zaviálov       | Marja-Liisa Kirvesniemi |
| 1983/84 | Gunde Svan              | Marja-Liisa Kirvesniemi |
| 1984/85 | Gunde Svan              | Anette Bøe              |
| 1985/86 | Gunde Svan              | Marjo Matikainen        |
| 1986/87 | Torgny Mogren           | Marjo Matikainen        |
| 1987/88 | Gunde Svan              | Marjo Matikainen        |
| 1988/89 | Gunde Svan              | Yelena Välbe            |
| 1989/90 | Vegard Ulvang           | Larisa Lazutina         |
| 1990/91 | Vladimir Smirnov        | Yelena Välbe            |
| 1991/92 | Bjørn Dæhlie            | Yelena Välbe            |
| 1992/93 | Bjørn Dæhlie            | Liubov Yegórova         |
| 1993/94 | Vladimir Smirnov        | Manuela Di Centa        |
| 1994/95 | Bjørn Dæhlie            | Yelena Välbe            |
| 1995/96 | Bjørn Dæhlie            | Manuela Di Centa        |
| 1996/97 | Bjørn Dæhlie            | Yelena Välbe            |
| 1997/98 | Thomas Alsgaard         | Larisa Lazutina         |
| 1998/99 | Bjørn Dæhlie            | Bente Martinsen         |
| 1999/00 | Johann Mühlegg          | Bente Martinsen         |
| 2000/01 | Per Elofsson            | Yúliya Chepálova        |
| 2001/02 | Per Elofsson            | Bente Skari             |
| 2002/03 | Mathias Fredriksson     | Bente Skari             |
| 2003/04 | René Sommerfeldt        | Gabriella Paruzzi       |
| 2004/05 | Axel Teichmann          | Marit Bjørgen           |
| 2005/06 | Tobias Angerer          | Marit Bjørgen           |
| 2006/07 | Tobias Angerer          | Virpi Kuitunen          |
| 2007/08 | Lukáš Bauer             | Virpi Kuitunen          |
| 2008/09 | Dario Cologna           | Justyna Kowalczyk       |
| 2009/10 | Petter Northug          | Justyna Kowalczyk       |
| 2010/11 | Dario Cologna           | Justyna Kowalczyk       |
| 2011/12 | Dario Cologna           | Marit Bjørgen           |
| 2012/13 | Petter Northug          | Justyna Kowalczyk       |
| 2013/14 | Martin Sundby           | Therese Johaug          |
| 2014/15 | Dario Cologna           | Marit Bjørgen           |
| 2015/16 | Martin Sundby           | Therese Johaug          |
| 2016/17 | Martin Sundby           | Heidi Weng              |
| 2017/18 | Johannes Klæbo          | Heidi Weng              |
| 2018/19 | Johannes Klæbo          | Ingvild Østberg         |
| 2019/20 | Alexander Bolshunov     | Therese Johaug          |
| 2020/21 | Alexander Bolshunov     | Jessica Diggins         |
| 2021/22 | Johannes Klæbo          | Natalia Nepriayeva      |
| 2022/23 | Johannes Klæbo          | Tiril Udnes Weng        |
| 2023/24 | Harald Østberg Amundsen | Jessica Diggins         |
| 2024/25 | Johannes Klæbo          | Jessica Diggins         |

## Máximos ganadores

### Hombres
Los esquiadores con tres o más copas del mundo:
| Nombre         | Años con victorias | Total |
| -------------- | ------------------ | ----- |
| Bjørn Dæhlie   | 1992-99            | 6     |
| Gunde Svan     | 1984-89            | 5     |
| Johannes Klæbo | 2018-25            | 5     |
| Dario Cologna  | 2008-15            | 4     |
| Martin Sundby  | 2014-17            | 3     |

### Mujeres
Las esquiadoras con tres o más copas del mundo:
| Nombre            | Años con victorias | Total |
| ----------------- | ------------------ | ----- |
| / Yelena Välbe    | 1989-97            | 5     |
| Bente Skari       | 1999-2003          | 4     |
| Justyna Kowalczyk | 2009-13            | 4     |
| Marit Bjørgen     | 2005-15            | 4     |
| Marjo Matikainen  | 1986-88            | 3     |
| Therese Johaug    | 2014-20            | 3     |
| Jessica Diggins   | 2021-25            | 3     |